# Cirkus

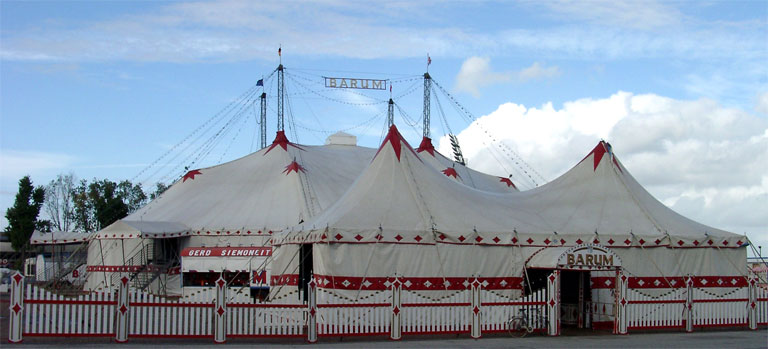
Cirkus Barum z Německa

Cirkus označuje většinou kočovné společenství účinkujících umělců, (kteří bývají označování jako artisté akrobaté, krotitelé zvířat, krasojezdci, klauni apod.) vystupujících před obecenstvem. Název pochází od starořímského cirku, kruhové nebo oválné stavby určené pro závody koní a vozů.
Ve vystoupeních tradičního cirkusu obvykle účinkují také cvičená exotická zvířata (medvědi, opice, tygři, lvi, sloni, velbloudi apod.). Oblíbeným cirkusovým zvířetem je kůň, popřípadě jiná domácí zvířata (např. psi).
Takzvaný nový cirkus je oproštěn od zvířat a má blíže ke scénickým uměním jako je divadlo a balet.

## Historie

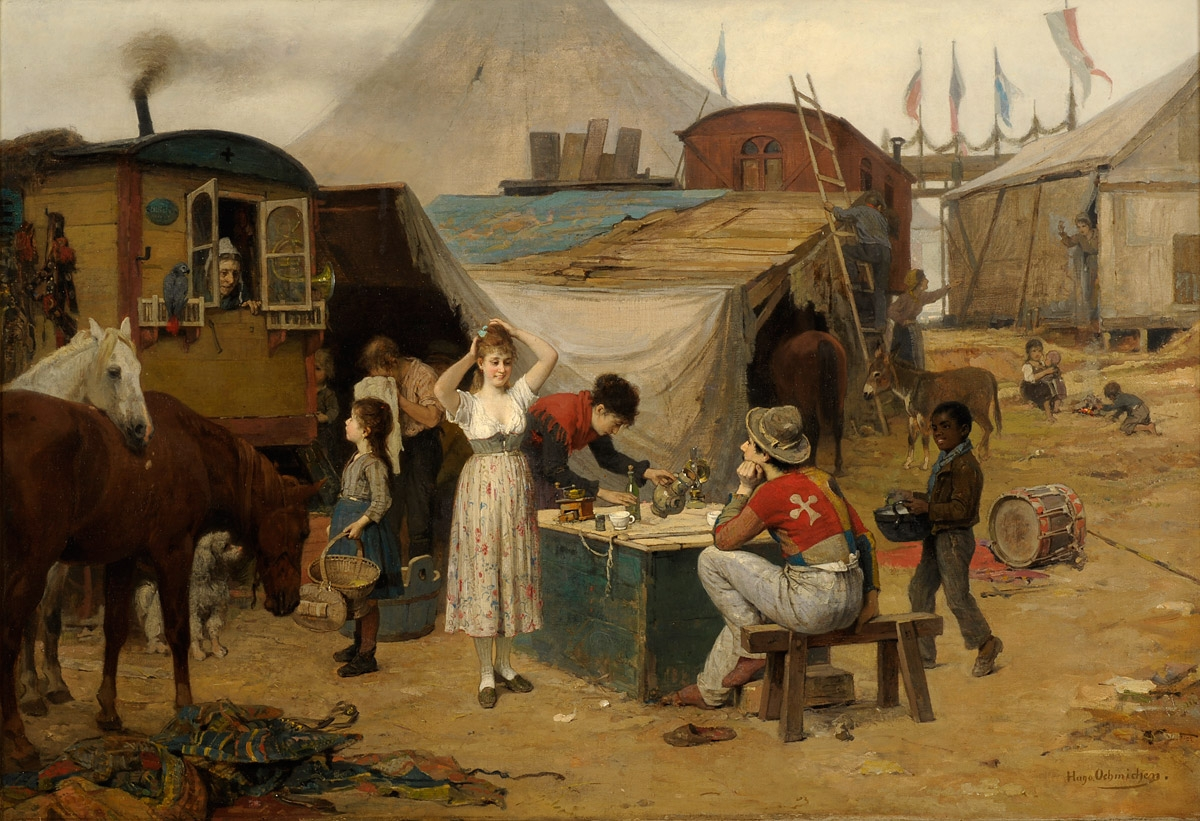
Hugo Oehmichen (1843–1932): Tábor cirkusáků

V antice se jako circus označovalo okrouhlé závodiště koňských vozů (hippodrom), které bylo podobné amfiteátru pro gladiátorské zápasy a stadionu pro atletické soutěže. Circus však mohl sloužit i k dalším účelům, jako v případě Cirku Maximu. Přídavným jménem circensis se pak souhrnně označovaly tyto různé zábavy, jak dokládá i známé úsloví panem et circenses (chléb a hry).

V novověku se objevují kruhové manéže pro předvádění koní, které souvisí s vojenským prostředím a jeho zájmem o jezdectví a ušlechtilá plemena koní. Francouzské slovo pochází od italského maneggiare, vedení [koní] rukou. Za "otce moderního cirkusu" je považován Philip Astley (1742 - 1816), který představil r. 1770 své první představení s koňmi, akrobaty a klauny v kruhové manéži. Klasický cirkus pak vznikl v 19. století propojením tradiční ekvestrické manéže s různými potulnými a jarmarečnými atrakcemi a produkcemi svobodných umění, artistikou. K nim patřili medvědáři a drezéři jiných šelem a zvířat, akrobacie, komediální výstupy a podobně. Soustředění různých produkcí do kryté arény s hledištěm pro větší počet diváků umožnilo artistům se soustředit na zdokonalování svých výkonů a drezuru náročných a finančně nákladných lvů, tygrů a slonů.
Vývoj dopravy na konci 19. a ve 20. století umožnil postupný přechod od malých dřevěných maringotek a povozů tažených koňmi až k velkým kamionům a současné zvětšení manéží i šapitó. Cirkusy si již od 19. století pořizovaly zimoviště, zázemí pro teplé ustájení zvířat a s možností provozovat představení i v zimních měsících ve stálých manéžích. Na pevnou cirkusovou scénu navazovala varieté, která oproti nim měla blíže ke kabaretům. Vedle tradičních cirkusů se ve druhé polovině 20. století rozvinul nový cirkus, který na rozdíl od jednotlivých předváděných čísel propojuje artistické výkony do dramatického celku.

## Prostory pro cirkusová představení

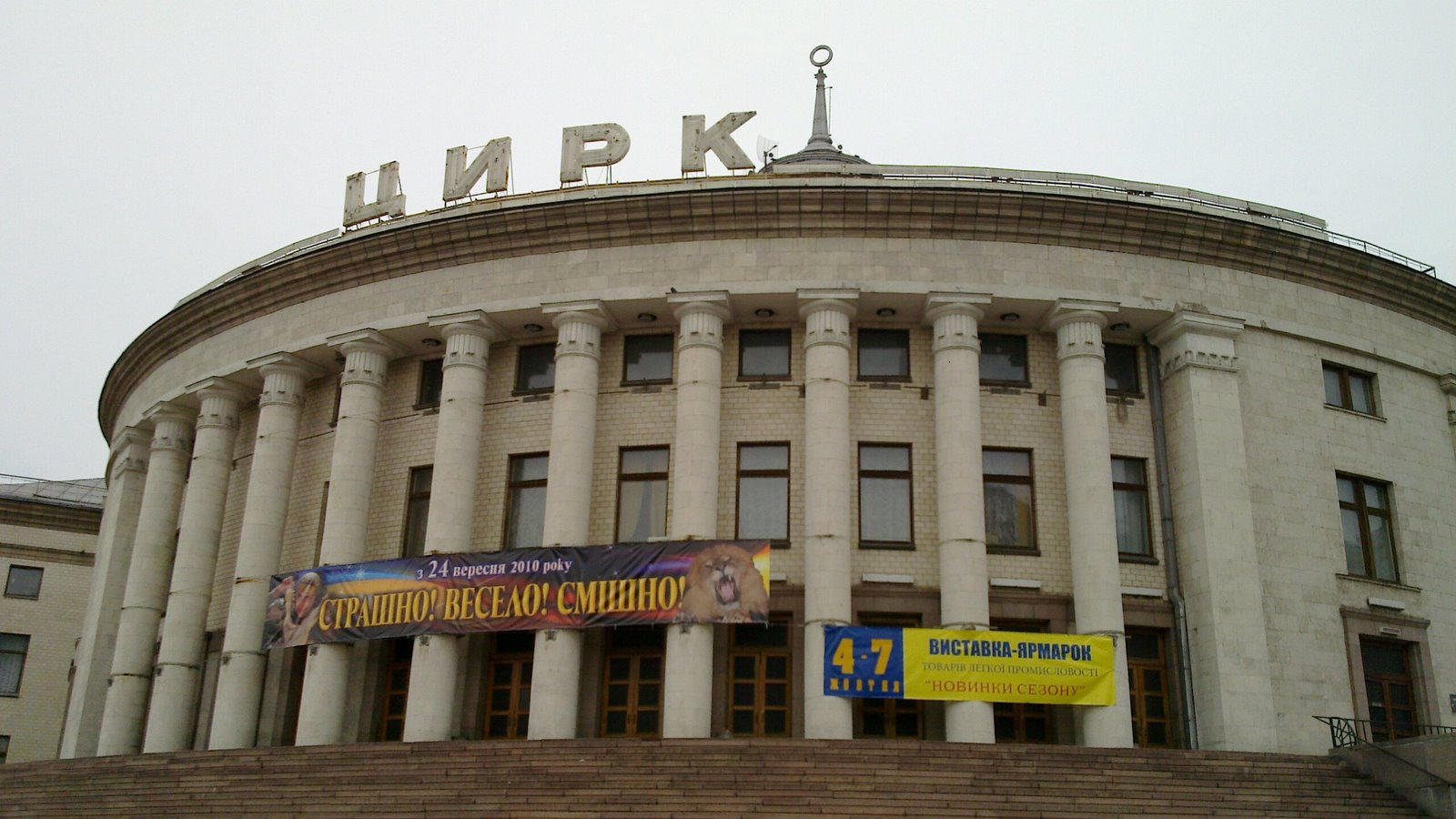
Stálá budova cirkusu v Kyjevě (foto 2010)

Představení se obvykle konají v manéži, kruhové aréně pod velikým cirkusovým stanem – šapitó. Manéž je obklopena lóžemi a lavičkami pro diváky. 
Speciální budovy pro celoroční provoz cirkusu existují v zemích bývalého Sovětského svazu; v nich se kočující soubory střídaly.

## Disciplíny
- drezura – předvádění cvičených zvířat
  - drezura koní – původní manéžní disciplína, kdy se koně předvádí za pomoci šambriéry (dlouhý bič), kombinované s krasojezdectvím a akrobacií – voltiž
  - drezura šelem – obvykle lvů, tygrů a medvědů; používá se technika rychle stavěné mříže okolo manéže
  - slon – největší zvíře, jedno z charakteristických pro cirkus
  - další zvířata, například cvičení psi, opice, zebry, poníci
- akrobacie – cviky předvádějící ladnost, fyzickou zdatnost, dovednosti a odvahu účinkujících
  - pozemní akrobacie, trampolína
  - vysoká (vzdušná) akrobacie – na laně (provazochodectví), na hrazdě
- klauniáda a pantomima –  obvykle současně slouží k vyplnění času při přípravě manéže na další disciplínu
- další artistické disciplíny – které mohou být kombinovány s předešlými
  - ekvilibristika – umění balancovat, udržovat rovnováhu
  - žonglování
  - iluzionismus – kouzelnické triky
  - hadí žena

## Známé cirkusy

### Cirkusy v Česku

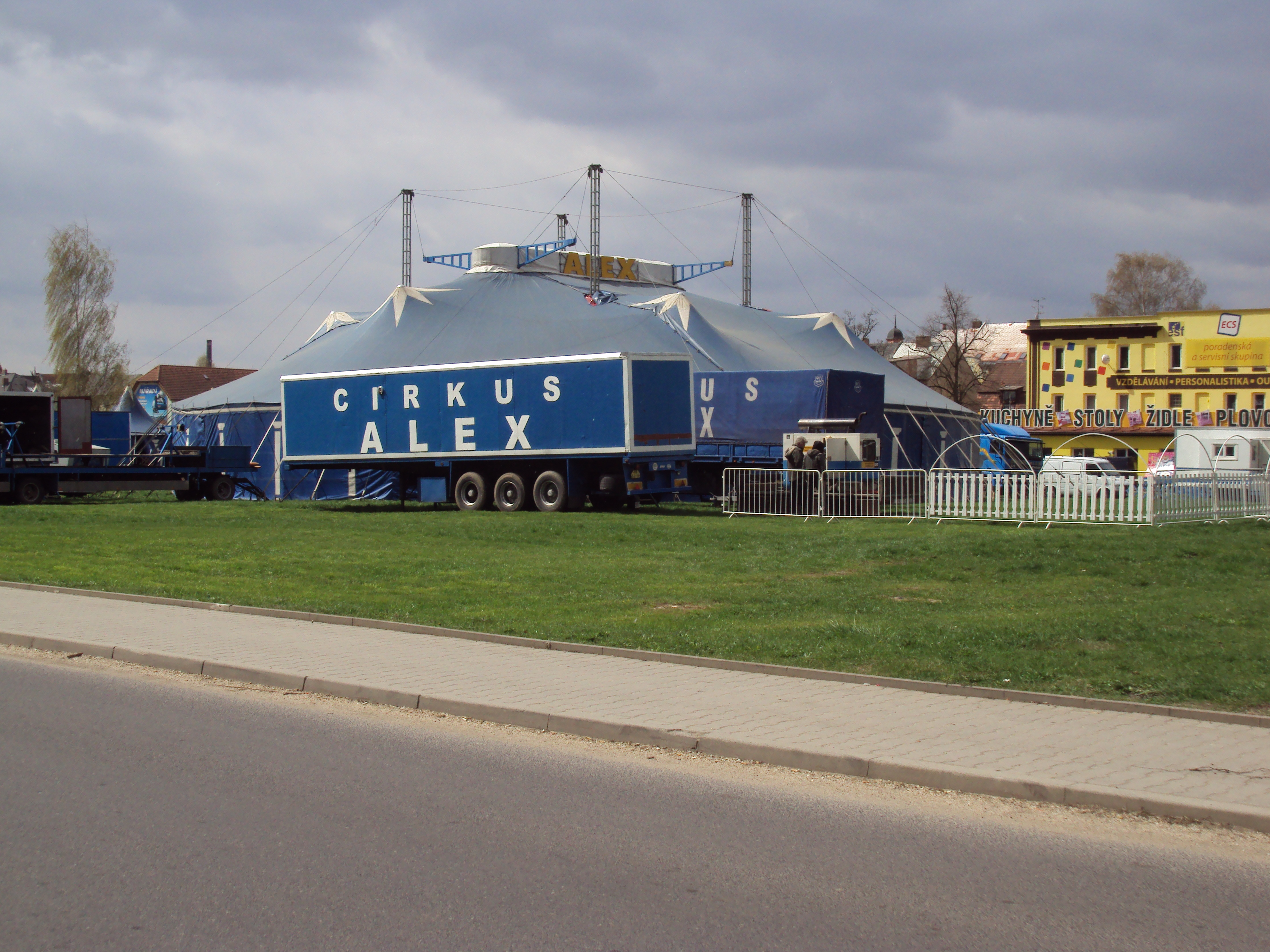
Cirkus Alex

V současné době v existuje okolo třiceti cirkusů. Známými provozovanými cirkusy na území Česka jsou Originál cirkus Humberto, Cirkus Cirkus Classic, Cirkus Jo-Joo, Cirkus Bob Navarro King, Cirkus Aleš Barlay, Národní Cirkus originál Berousek, Cirkus Kellner, Cirkus Carini, Cirkus Bernes, Cirkus Praga, Národní Cirkus Aleš Barlay, dále pak Cirkus Andres, Cirkus Astra, Cirkus Cramer, Cirkus Pacific, Cirkus Prince, Cirkus Sultán (Berousek) , Cirkus Romanza, Cirkus Alegrie, Cirkus Tornádo, Cirkus Williams, Cirkusové šapito Berousek, Cirkus Rudolf Berousek, Cirkus Tony, Cirkus Jung, Cirkus Rodolfo, Cirkus Josef Wertheim a další.
Mimo jiné se u nás v poslední době[kdy?] rozvíjí dětské cirkusy. Prvním takovýmto dětským cirkusem v České republice je Brněnský cirkus LeGrando, který po vzoru Německa vede děti k umění sebeprezentace a pohybové zdatnosti v cirkusových disciplínách jako jsou jízda na jednokolce, chůze po laně, balanční koule, akrobacie pozemní i vzdušná, klaunské dovednosti a další.

### Evropské cirkusy
V některých zemích je cirkusové umění oblíbenější, než v České republice, což vysvětluje i větší množství cirkusů v těchto zemích. Například v Německu či Itálii se jejich počet počítá na stovky. Mezi známé německé cirkusy patří například Cirkus Krone, Cirkus Flic-Flac, Cirkus Rolland-Busch, Cirkus Barelli, Cirkus Berolina, Cirkus Probst, Cirkus Carl Busch, Cirkus Charles Knie, Cirkus Fliegenpilz, Cirkus Frank, Cirkus Frankello, Cirkus Humberto (obdoba českého cirkusu Humberto), Cirkus Granada, Cirkus Herkules, Cirkus Kaiser, Cirkus Lamberti, Cirkus Las Vegas, Cirkus Malford, Cirkus Roncalli a velká řada dalších.
V bývalém Sovětském svazu a v nynějším Rusku má cirkus velkou tradici a je zde považován za umění, které je zcela rovnocenné jiným uměleckým projevům jevištního typu (balet, opera, činohra, loutkové divadlo, alternativní divadlo).

### Cirkusy v Americe
V USA existují velké cirkusové show, z nichž některé neodpovídají evropské představě o cirkusu – tyto show probíhají nejen ve stanech, ale také ve velikých halách či na sportovištích, kde jsou předváděna vystoupení v několika manéžích zároveň. Mezi takovéto cirkusy patří například americký Cirkus Ringling Bros Barnum and Bailey.

## Nový cirkus
Nový cirkus je druh dramatického umění, který se začal utvářet ve Francii počátkem 70. let 20. století. Dalšími destinacemi, v nichž se od 80. let 20. století vyvíjí další specifické podoby nového cirkusu, jsou Velká Británie, Kanada a Austrálie, v Evropě pak od 90. let 20. století země Skandinávie, Itálie nebo Španělsko. Do České republiky pronikaly vlivy nového cirkusu především ve tvorbě Ctibora Turby (ještě před rokem 1989), později pak v 90. letech 20. století. Největší rozkvět zažívá nový cirkus v České republice od roku 2009.
Umělecký charakter nového cirkusu se zakládá na mísení jednotlivých druhů umění (cirkus, tanec, hudba, divadlo, výtvarné umění, film) v různé míře i zastoupení. Jeho neodmyslitelnou součástí je artistika, tedy druh scénického umění, jehož podstatou je dokonalý fyzický projev spojující ladnost a vrcholnou obtížnost v harmonický celek. Nový cirkus závisí na tvůrčí individualitě interpreta – artisty, který je nositelem významu a zprostředkovatelem komunikace. Artista v tradičním cirkusu nezdvojuje svou identitu, není hercem. Jediné, na čem v tradičním cirkusu záleží, je precizní předvedení akrobatického čísla, nikoli sdělení myšlenky ve smysluplném obrazu. V novém cirkuse nabývá artista herecké funkce, je nositelem znaku. Stále výraznější zdivadelňující tendence byly hlavním kritériem pro odlišení nového cirkusu od cirkusu tradičního. Cílem nového cirkusu je podat ucelený scénický obraz a ne stále se opakující akrobatická čísla produkující pocit hrdinství.

## Mezinárodní ocenění
Mezinárodní cirkusový festival v Monte Carlu se koná v Monaku od roku 1974 a byl prvním z mnoha mezinárodních ocenění pro cirkusové umělce.
Místo mezi prestižními cirkusovými festivaly si našel i český mezinárodní cirkusový festival "Cirkus cirkus festival"   v Praze. Tento festival má za sebou 6. velmi úspěšných ročníků. Komise se skládá z odborné poroty z celého světa a české VIP poroty. Je udílena rovněž cena publika.    

## Cirkusy v umění (výběr)

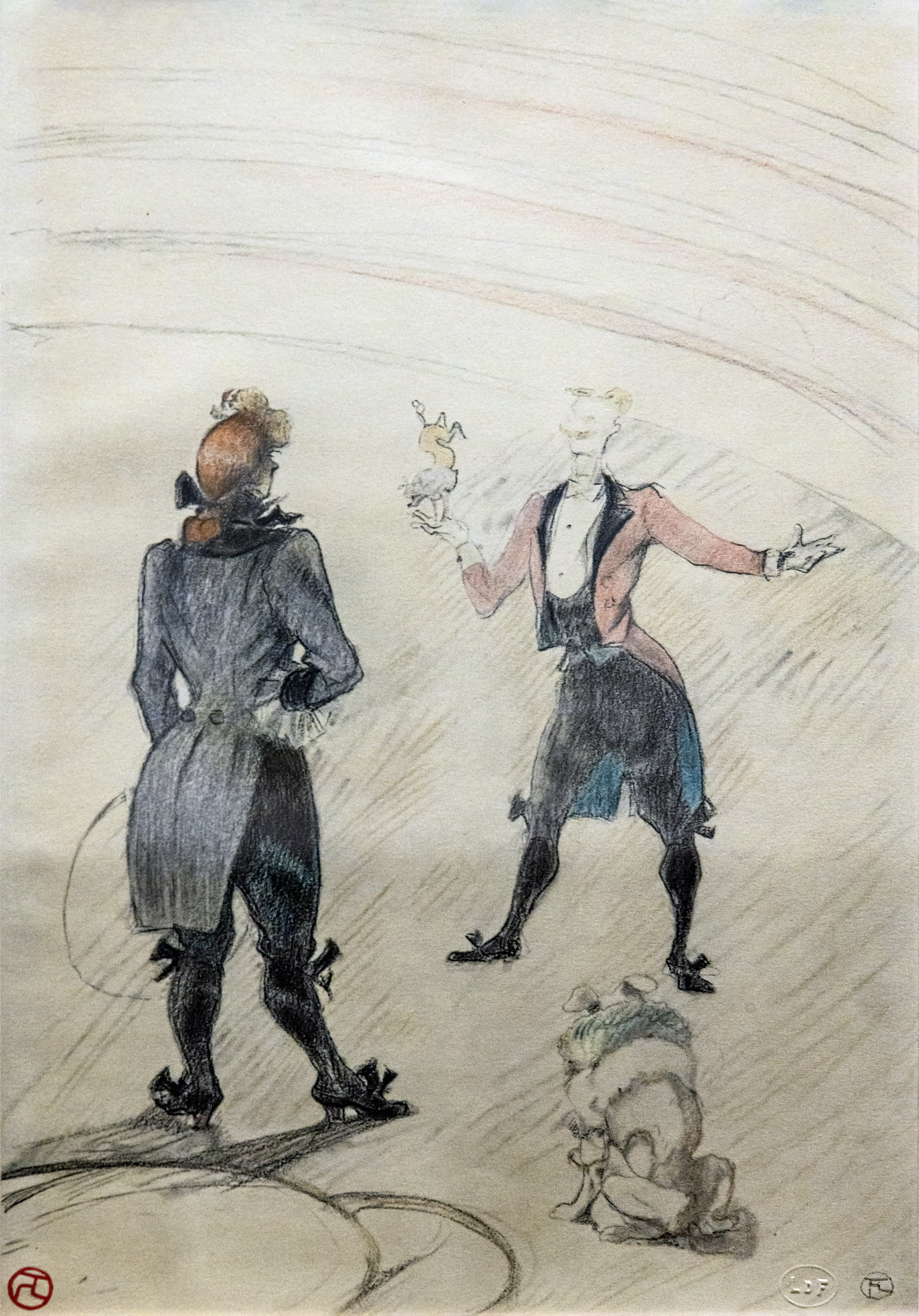
Henri de Toulouse-Lautrec: V cirkusu (cvičitelka zvířat, 1899)